# 鹿屋郵便局
鹿屋郵便局（かのやゆうびんきょく）は、鹿児島県鹿屋市にある郵便局。民営化前の分類では集配普通郵便局であった。

## 概要
住所：〒893-8799 鹿児島県鹿屋市白崎町1-20

### 分室
分室はなし。かつて存在した分室は以下の通り。
- 自衛隊内分室 - 訓練所内分室として開設。1978年（昭和53年）に廃止。

## 沿革
- 1874年（明治7年）12月16日 - 鹿屋郵便取扱所として開設[1]。
- 1875年（明治8年）1月1日 - 鹿屋郵便局（五等）となる。
- 1885年（明治18年）5月1日 - 貯金取扱を開始。
- 1888年（明治21年）6月1日 - 為替取扱を開始。
- 1897年（明治30年）2月21日 - 鹿屋郵便電信局となる。
- 1903年（明治36年）4月1日 - 通信官署官制の施行に伴い鹿屋郵便局となる。
- 1950年（昭和25年）11月5日 - 訓練所内分室を設置[2]。
- 1951年（昭和26年）10月1日 - 訓練所内分室を予備隊内分室に改称。
- 1952年（昭和27年）10月15日 - 予備隊内分室を保安隊内分室に改称。
- 1954年（昭和29年）7月1日 - 保安隊内分室を自衛隊内分室に改称。
- 1956年（昭和31年）10月11日 - 自衛隊内分室において、電話通話および和文電報受付事務の取扱を開始[3]。
- 1959年（昭和34年）7月1日 - 自衛隊内分室における保険年金事務の取扱を廃止。
- 1960年（昭和35年）10月15日 - 電話通話および和文電報受付事務の取扱を開始。
- 1972年（昭和47年）1月11日 - 自衛隊内分室を一時閉鎖。
- 1978年（昭和53年）9月1日 - 自衛隊内分室を廃止。
- 1995年（平成7年）6月26日 - 鹿屋市向江町から、同市白崎町へ移転。
- 1995年（平成7年）9月24日 - 大姶良郵便局、高須郵便局から集配業務を移管。
- 1996年（平成8年）7月1日 - 外国通貨の両替および旅行小切手の売買に関する業務取扱を開始。
- 2007年（平成19年）3月5日 - 古江郵便局、吾平郵便局、串良郵便局から集配業務を移管[4]。
- 2007年（平成19年）10月1日 - 民営化に伴い、併設された郵便事業鹿屋支店に一部業務を移管。
- 2012年（平成24年）10月1日 - 日本郵便株式会社発足に伴い、郵便事業鹿屋支店を鹿屋郵便局に統合。

## 取扱内容
- 郵便、印紙、ゆうパック、内容証明
- 貯金、為替、振替、振込、国際送金、外貨両替・トラベラーズチェック、国債、投資信託
- 生命保険、バイク自賠責保険、自動車保険、変額年金保険
- ゆうちょ銀行ATM
- 鹿屋市内の一部地域の集配業務
- ゆうゆう窓口

## 周辺
- プラッセだいわ鹿屋店
- 鹿児島県立鹿屋高等学校
- 鹿屋市役所
- 海上自衛隊鹿屋航空基地
- 国道269号

## アクセス
- 鹿屋市コミュニティバス（かのやくるりんバス） 市農協前停留所下車
- 駐車場あり：37台